# İstanbul Cup 2015
İstanbul Cup 2015 (також відомий під назвою TEB BNP Paribas İstanbul Cup за назвою спонсора) — тенісний турнір, що проходив на відкритих кортах з твердим покриттям. Це був 8-й за ліком Istanbul Cup. Належав до категорії International у рамках Туру WTA 2015. Відбувся в Стамбулі (Туреччина). Тривав з 20 до 27 липня 2015 року.  

## Очки і призові
| Дисципліна       | П   | Ф   | ПФ  | ЧФ | 1/8 | 1/16 | Q   | Q2  | Q1  |
| Одиночний розряд | 280 | 180 | 110 | 60 | 30  | 1    | 18  | 12  | 1   |
| Парний розряд    | 280 | 180 | 110 | 60 | 1   | Н/Д  | Н/Д | Н/Д | Н/Д |

### Розподіл призових грошей
| Дисципліна       | П       | F       | ПФ      | ЧФ     | 1/8    | 1/16   | Q2     | Q1   |
| Одиночний розряд | $43,000 | $21,400 | $11,500 | $6,175 | $3,400 | $2,100 | $1,020 | $600 |
| Парний розряд    | $12,300 | $6,400  | $3,435  | $1,820 | $960   | Н/Д    | Н/Д    | Н/Д  |

## Учасниці основної сітки в одиночному розряді

### Сіяні учасниці
| Країна   | Гравчиня               | Рейтинг1 | Сіяна |
| -------- | ---------------------- | -------- | ----- |
| США      | Вінус Вільямс          | 15       | 1     |
| Україна  | Еліна Світоліна        | 17       | 2     |
| Сербія   | Єлена Янкович          | 25       | 3     |
| Франція  | Алізе Корне            | 28       | 4     |
| Італія   | Каміла Джорджі         | 31       | 5     |
| Росія    | Дарія Гаврилова        | 39       | 6     |
| Росія    | Анастасія Павлюченкова | 40       | 7     |
| Болгарія | Цветана Піронкова      | 42       | 8     |

- Рейтинг подано станом на 13 липня 2015.

### Інші учасниці
Учасниці, що отримали вайлд-кард на участь в основній сітці:
- Чагла Бююкакчай
- Алізе Корне
- Іпек Сойлу

Нижче наведено гравчинь, які пробились в основну сітку через стадію кваліфікації:
- Катерина Бондаренко
- Маргарита Гаспарян
- Олена Остапенко
- Олександра Панова
- Ольга Савчук
- Анна Татішвілі

### Знялись з турніру
До початку турніру
- Белінда Бенчич → її замінила  Ярослава Шведова
- Александра Дулгеру → її замінила  Яніна Вікмаєр
- Крістіна Младенович → її замінила  Кірстен Фліпкенс
- Моніка Нікулеску → її замінила  Єлизавета Кулічкова
- Флавія Пеннетта → її замінила  Віталія Дяченко

### Завершили кар'єру
- Анна Татішвілі

## Учасниці основної сітки в парному розряді

### Сіяні
| Країна | Гравчиня           | Країна  | Гравчиня               | Рейтинг1 | Сіяна |
| ------ | ------------------ | ------- | ---------------------- | -------- | ----- |
| Чехія  | Андреа Главачкова  | Росія   | Анастасія Павлюченкова | 44       | 1     |
| Росія  | Маргарита Гаспарян | Росія   | Олександра Панова      | 133      | 2     |
| Грузія | Оксана Калашникова | Україна | Надія Кіченок          | 151      | 3     |
| Росія  | Віталія Дяченко    | Україна | Ольга Савчук           | 170      | 4     |

- 1 Рейтинг подано станом на 6 липня 2015.

### Інші учасниці
Пари, що отримали вайлд-кард на участь в основній сітці:
- Айла Аксу /  Меліс Сезер
- Анетт Контавейт /  Єлизавета Кулічкова

Наведені нижче пари отримали місце як заміна:
- Дарія Гаврилова /  Еліна Світоліна

### Знялись з турніру
До початку турніру
- Анна Татішвілі

## Переможниці та фіналістки

### Одиночний розряд
- Леся Цуренко —  Уршуля Радванська, 7–5, 6–1

### Парний розряд
- Дарія Гаврилова /  Еліна Світоліна —  Чагла Бююкакчай /  Єлена Янкович, 5–7, 6–1, [10–4]